# Richard Grünert
Richard Grünert (8 de outubro de 1899 - 13 de março de 1943) foi um oficial alemão que serviu no Deutsches Heer durante a Segunda Guerra Mundial. Foi condecorado com a Cruz de Cavaleiro da Cruz de Ferro com Folhas de Carvalho.

## Condecorações
| Cruz de Ferro (1939) 2ª Classe                                   | 22 de setembro de 1939 |
| Cruz de Ferro (1939) 1ª Classe                                   | 18 de outubro de 1939  |
| Cruz de Cavaleiro da Cruz de Ferro                               | 14 de outubro de 1941  |
| Cruz de Cavaleiro da Cruz de Ferro com Folhas de Carvalho nº 244 | 17 de maio de 1943     |